# Salomón Lerner Ghitis

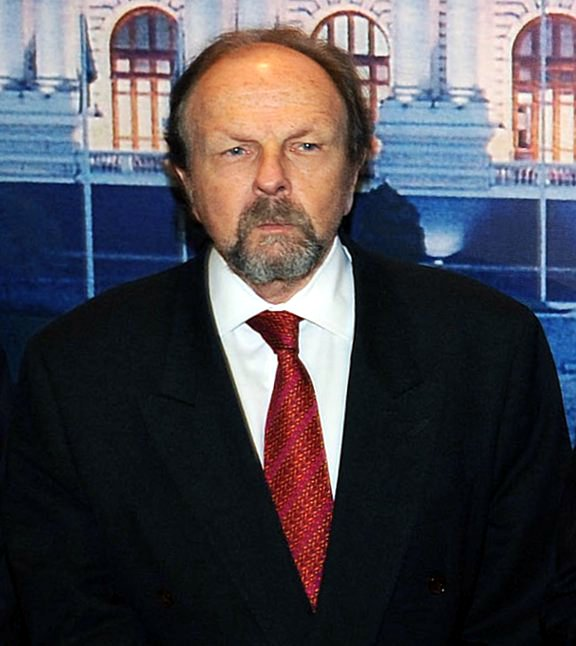
Salomón Lerner Ghitis (2011)

Salomón Lerner Ghitis (* 4. Februar 1946) ist ein peruanischer Politiker. Er war 2011 Premierminister seines Landes.

## Karriere
Salomón Lerner wurde nach den Wahlen in Peru 2011 am 28. Juli von Ollanta Humala als Premierminister eingesetzt und trat am 10. Dezember desselben Jahres zurück. Mit ihm nahm auch, wie in Peru vorgeschrieben, sein Kabinett den Abschied, aus dem ein Teil der Minister im Folgekabinett wieder ernannt wurde. Als Grund wird ein Konflikt um die Ausweitung der Aktivitäten von Newmont Mining in der Goldmine Yanacocha genannt. Während Humala an einer Umsetzung des von der Vorgängerregierung genehmigten Projektes gelegen war, versuchte Lerner in Verhandlungen zu einer Einigung mit den betroffenen Kleinbauern zu kommen.
Sein Nachfolger als Premierminister war bis zum 23. Juli 2012 Óscar Valdés, ein ehemaliger Militär, der zuvor im Kabinett von Lerner der Innenminister gewesen war.